# 弗拉迪米尔·科斯
弗拉迪米尔·科斯（捷克語：Vladimír Kos，1936年3月31日—2017年9月17日），捷克男子足球运动员，司职中场。他曾代表捷克斯洛伐克国家队参加1962年国际足联世界杯，结果队伍获得亚军。